# Podział administracyjny Kościoła katolickiego w Austrii
Podział administracyjny Kościoła katolickiego w Austrii – w ramach Kościoła katolickiego na Austrii funkcjonują obecnie dwie metropolie rzymskokatolickie, w skład których wchodzą: dwie archidiecezje i siedem diecezji. Ponadto istnieje ordynariat wojskowy oraz opactwo terytorialne, podległe bezpośrednio do Rzymu.
Swój ordynariat posiadają także wierni rytu bizantyjskiego, pozostaje on jednak połączony unią personalną z rzymskokatolicką archidiecezją wiedeńską.

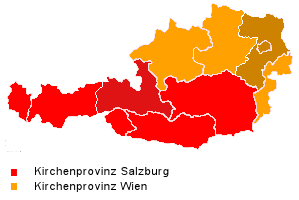

## Kościół katolicki obrządku łacińskiego

### Metropolia Salzburga
- Archidiecezja Salzburga
  - Diecezja Feldkirch
  - Diecezja Graz-Seckau
  - Diecezja Gurk
  - Diecezja Innsbruck

### Metropolia wiedeńska
- Archidiecezja wiedeńska
  - Diecezja Eisenstadt
  - Diecezja Linz
  - Diecezja St. Pölten

### Bezpośrednio podległeRzymowi
- Ordynariat polowy Austrii
- Opactwo terytorialne Wettingen-Mehrerau

## Katolickie Kościoły wschodnie
- Ordynariat Austrii, Wiernych Obrządków Wschodnich